# Coryssiphus unicolor
Coryssiphus unicolor är en spindelart som beskrevs av Simon 1903. Coryssiphus unicolor ingår i släktet Coryssiphus och familjen månspindlar. Inga underarter finns listade i Catalogue of Life.